# Birgit Leitner
Birgit Leitner (* 28. Februar 1981 in Salzburg) ist eine ehemalige österreichische Fußballspielerin. Sie kam in der Nationalmannschaft und für den FC Bayern München in der Bundesliga zum Einsatz.

## Karriere

### Vereine
Leitner trat im Alter von 18 Jahren relativ spät einem Fußballverein bei; die Integration in einer Jungenmannschaft im Alter von sechs Jahren war vom Salzburger Fußball-Verband abgelehnt worden. Ursprünglich als Stürmerin für den 1. Halleiner SK, aus dem gleichnamigen Ort im Bundesland Salzburg spielend, wurde sie nach dem Weggang der Torhüterin als „Notlösung“ im Tor aufgestellt und wusste zu überzeugen.
Noch 1999 wechselte sie zum Salzburger Landesligisten USK Hof, mit dem sie sich für die Saison 2000/01 – aufgrund der Ligenreform – für die 2. Division Mitte qualifizierte und diese als Zweitplatzierte abschloss. In den folgenden drei Spielzeiten schloss sie diese mit der Mannschaft jeweils als Siebtplatzierter ab.
Zur Saison 2004/05 verpflichtete sie der Bundesligist FC Bayern München; vorausgegangen war ein Probetraining im Jahr 2004, nachdem ihre Landsfrau Sonja Spieler sie Trainerin Sissy Raith empfohlen hatte.
Für die Bayern bestritt sie bis zu ihrem Karriereende zum Saisonende 2008/09 46 Spiele, davon 13 (von 68) in der Bundesliga, 23 in der Bayernliga, acht in der Regionalliga Süd für die zweite Mannschaft, sowie zwei Freundschaftsspiele 2004 (3:1 gegen Princeton University; am 15. April und 15:0 gegen FV Faurndau; am 8. August). Ihr Bundesligadebüt gab sie am 22. Mai 2005 (22. Spieltag) beim 6:0-Sieg im Heimspiel gegen die SG Essen-Schönebeck, als sie in der 57. Minute für Ulrike Schmetz eingewechselt wurde. Ihr letztes Spiel für den FC Bayern München war die am 18. April 2009 (18. Spieltag) mit 5:1 im Möslestadion gewonnene Bundesligabegegnung mit dem SC Freiburg.

### Nationalmannschaft
Am 21. April 2001 debütierte Leitner in der A-Nationalmannschaft, die in Weiz gegen die Auswahl Ungarns 1:1 spielte; dabei musste sie bereits nach acht Minuten ihr erstes Gegentor hinnehmen. Vom 4. bis 11. März 2009 gehörte sie dem Nationalmannschaftskader an, der erstmals am Turnier um den Algarve-Cup teilnahm und dieses als Zehnter von zwölf Teilnehmern beendete. Nachdem sie in allen drei Gruppenspielen eingesetzt worden war, bestritt sie mit dem Spiel um Platz 9, das gegen die Auswahl Norwegens 0:2 verloren wurde, ihr letztes Länderspiel.

## Erfolge
- Zweite der Meisterschaft 2001 (mit dem USK Hof), 2009 (mit dem FC Bayern München)

## Sonstiges
Leitner ist ausgebildete Bürokauffrau und kam durch ihren Bruder zum Fußball.